# Mount Elgon
Mount Elgon je vyhaslá štítová sopka ve východní Africe. Nachází se severně od Kisumu a prochází přes ni státní hranice mezi Ugandou a Keňou. Základna sopky měří 80 km ze severu na jih a 50 km ze západu na východ, průměr kráteru činí 8 km. Nejvyšší bod se nazývá Wagagai a má nadmořskou výšku 4321 m. Mount Elgon patří mezi ultraprominentní vrcholy.
Jde o nejstarší sopku východní Afriky, která pochází z období miocénu, poslední velká erupce nastala před dvanácti miliony lety. Četné morény svědčí o pleistocenním zalednění. Půda je tvořena lateritem. Nacházejí se zde jeskyně (nejznámější je jeskyně Kitum), které vyhledávají sloni a další zvířata díky zásobám soli. Na svazích sopky pramení řeky Nzoia a Turkwel.
V nadmořské výšce od 1600 do 2000 metrů se pěstuje kávovník arabský. V roce 1968 byl na hoře vyhlášen národní park Mount Elgon o rozloze 1279 km², kde žije buvol africký, kočkodan diadémový a orlosup bradatý. Roste zde vzácná prvosenkovitá květina Ardisiandra wettsteinii.
Horu popsal jako první Joseph Thomson a prvovýstup uskutečnili 14. prosince 1911 Rudolf Kmunke a Robert Stigler. Název pochází od původních obyvatel z etnika Elgonyi.
V letech 2005 až 2008 probíhalo v oblasti okolo Mount Elgon povstání kmene Sabaotů proti keňské vládě.